# 何华武
何华武（1955年8月23日—），四川资阳人，中国铁道工程专家。

## 生平
1977年毕业于西南交通大学。1982年获铁道部科学研究院硕士学位。2009年当选中国工程院院士。2018年6月1日在中国工程院第十四次院士大会闭幕式上当选为中国工程院副院长。

## 家庭
- 儿子：何岩柯